# Чутеево (Татарстан)
Чутеево (тат. Чүти) — село в Кайбицком районе Республики Татарстан. Административный центр Чутеевского сельского поселения.

## География
Село расположено примерно в 38 км к западу от районного центра — Больших Кайбиц.
Через село протекает река Кубня, которая впадает в реку Свияга.

## История
В «Списке населенных мест по сведениям 1859 года», изданном в 1866 году, населённый пункт упомянут как казённая деревня Чутеева 1-го стана Цывильского уезда Казанской губернии. Располагалась при реке Кубне, в 78 верстах от уездного города Цивильска и в 40 верстах от становой квартиры в казённом селе Шихазаново. В деревне, в 145 дворах проживали 1000 человек (497 мужчин и 503 женщины), была мельница.

## Население
| Год  | Население |
| ---- | --------- |
| 1989 | 823       |
| 1997 | 778       |
| 2010 | 673       |

Национальный состав
Согласно результатам переписи 2002 года, в национальной структуре населения села татары составляли 100 %.

## Известные уроженцы
- Зариф Башири (1888—1962) — писатель.